# Hospital Sainte-Périne - Rossini - Chardon-Lagache

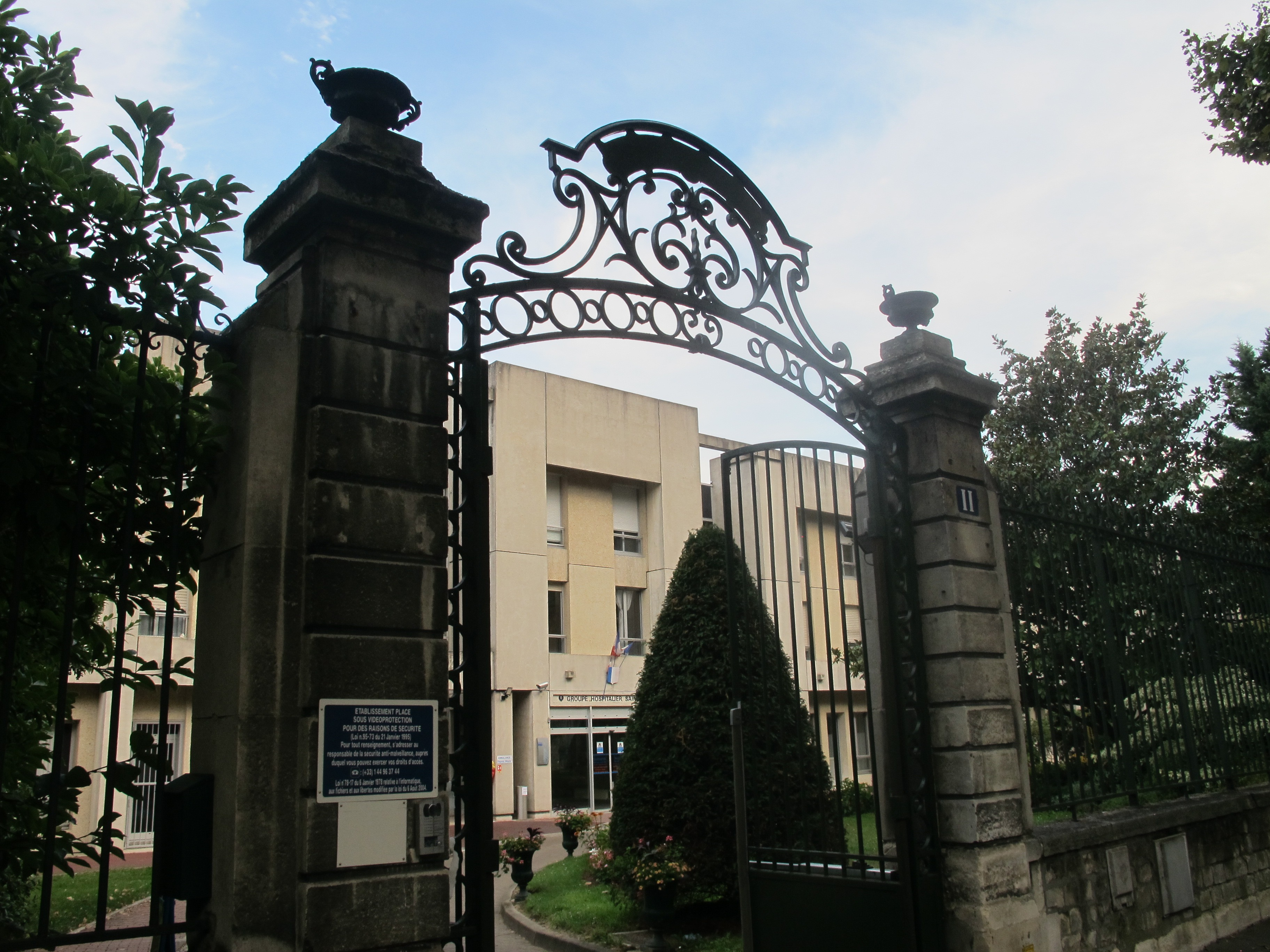
Entrada do Hospital Sainte-Périne - Rossini - Chardon-Lagache

O  Hospital Sainte-Périne - Rossini - Chardon-Lagache (em francês,  Hôpital Sainte-Périne - Rossini - Chardon-Lagache) é um hospital de Paris, na França.
Parte do Assistance Publique – Hôpitaux de Paris e um hospital de ensino da Universidade de Versalhes Saint Quentin en Yvelines, é especialista em geriatria.